# Partito Comunista delle Filippine (1930)
Il Partito Comunista delle Filippine (Partido Komunista ng Pilipinas) è un partito comunista delle Filippine. È spesso chiamato PKP-1930, per differenziarlo dal Partito Comunista delle Filippine, di ispirazione maoista, da esso scissosi.
Il PKP fu fondato nel 1930, proprio il 7 novembre, anniversario della Rivoluzione d'ottobre. I fondatori del Partito operarono una scissione dal Partito Progressista dei Lavoratori, giudicato socialdemocratico. Crisanto Evangelista venne eletto Segretario generale. Il 26 ottobre di due anni dopo, la corte suprema filippina, controllata dagli statunitensi, dichiarò illegale il Partito, che comunque continuò a operare clandestinamente. Alleato legale del PKP fu il Partito Socialista Filippino, a sua volta di ispirazione marxista.
Nel 1935, il PKP entrò nel Comintern e nel 1938, dopo essere stato nuovamente legalizzato, si unì al Partito Socialista. Forte di questa nuova fusione, partecipò alle elezioni municipali del 1940, riscuotendo un buon successo nell'isola di Luzon, facendo eleggere sei sindaci comunisti.

## Guerre anticolonialiste contro il Giappone e gli Stati Uniti
Quando l'impero giapponese attaccò le Filippine nella seconda guerra mondiale, il PKP creò un fronte unito di tutte le forze antimperialiste del paese e formò l'Esercito Popolare, meglio conosciuto come Hukbalahap. Durante la guerra il Partito riscosse forti influenze fra le classi più povere della popolazione, tanto che si temette che, alleato ad altri partiti progressisti, avrebbe potuto vincere le elezioni del 1946. Per impedire ciò, le autorità filippine e gli Stati Uniti repressero pesantemente il PKP.
Nel 1948, formando l'Esercito di Liberazione Popolare filippino (Hukbong Mapagpalaya ng Bayan), il Partito avviò una lotta armata contro il governo, venendo naturalmente bandito. Già nel 1950, però, l'intera leadership del PKP venne arrestata, compresi i membri del Comitato Centrale.
In questo stato confusionale, l'Esercito comunista conseguì una serie sconcertante di insuccessi che indussero il PKP a cercare di intavolare trattative con il governo. La lotta armata ebbe così fine nel 1954.

## La scissione e le conseguenze
In questi anni, il PKP cercò di diventare a pieno titolo un partito legale e democratico, legandosi ad altri partiti comunisti come il Partito Comunista Italiano. La sinistra del Partito si oppose a questa politica e, nel 1967, si scisse dal PKP, criticando il revisionismo dei suoi dirigenti e la loro accettazione del rinnegamento di Stalin da parte di Chruščëv. La sinistra, filo-cinese, fondò il Partito Comunista delle Filippine già un anno dopo, insieme a un Nuovo Esercito Popolare.
Il PKP-1930 divenne gradualmente un partito minore, anche perché la sua controparte maoista riscuoteva maggior successo fra gli strati più poveri della popolazione continuando la lotta armata. Curiosamente, il PKP offrì il proprio supporto al dittatore Ferdinand Marcos per impedire una nuova repressione. Anche questo incise negativamente sui membri del 1930, agendo a favore dei maoisti.
Attualmente, il PKP-1930 continua ad operare nell'area politica filippina e non ha contatti con il Partito Comunista delle Filippine. Il Segretario generale è Pedro Baguisa e l'organo ufficiale Ang Komunista.
Dal punto di vista internazionale, il PKP-1930 è alleato al Partito Comunista di Cuba (Baguisa ha pronunciato un discorso durante le celebrazioni della Fondazione Guaysamin per l'80º compleanno di Fidel Castro). In Italia ha contatti con il Partito della Rifondazione Comunista e con la sua corrente interna "Essere comunisti".